# 中山府
中山府，中国古代的府。
宋徽宗政和三年（1113年）升定州为中山府，属河北西路，府治所在安喜县（今河北省定州市），领安喜、北平、唐、望都、曲阳、新乐、无极七县。靖康之变，金朝要挟北宋，割让太原府、中山府、河间府三镇。金朝中山府仍属河北西路，下辖的北平改名为永平，望都改名为庆都。元朝属中书省真定路。明朝洪武二年（1369年），朱元璋以中山府为定州。

## 历任知中山府
- 韩粹彦（1113年—1114年）
- 沈纯诚（1114年—1115年）
- 张杲（1115年—1117年）
- 韩粹彦（1117年—1118年）
- 王涣之（1118年—1119年）
- 沈纯（1119年—1121年）
- 詹度（1121年—1123年）
- 陈遘（1123年—1124年）
- 赵遹（1124年）
- 詹度（1124年—1126年）
- 陈遘（1126年—1127年）